# 高橋汎
高橋 汎（たかはし ひろし、1932年（昭和7年） - ）は、シテ方金春流能楽師。
1932年奈良県大和郡山市に生まれる。父は内科医。七十九世金春信高、七十八世金春八条に師事。なお七十九世の最初の弟子である。1942年『舟弁慶』子方で初舞台。その後『乱』『道成寺』『翁』『獅子』『定家』『卒都婆小町』を披く。その中、35歳で妻子を伴い東京へ転居。1975年重要無形文化財「能楽」保持者に認定（総合認定）。1992年カナダ・モントリオール能楽公演に参加。2002年勲五等双光旭日章受章。
（社）日本能楽会監事、（社）金春円満井会理事長。